# Merfeld
Merfeld ist ein Dorf im westlichen Münsterland und Ortsteil der Stadt Dülmen.

## Geschichte
Um 890 wird Merfeld erstmals urkundlich als Merfeldon erwähnt. Urkundlich ebenfalls belegt ist, dass der Herr von Merveldt sich 1316 neben Fischerei- und Jagdrechten Rechte an wilden Pferden sicherte. Der Landesherr war der Fürstbischof von Münster. Das Geschlecht derer von Merveldt geriet Ende des 16. Jahrhunderts in Konflikt mit dem Heiligen Römischen Reich. Adolf III. von Merveldt errichtete daraufhin ein Freigericht auf der Burg Merfeld und entzog sich so der Landeshoheit des Fürstbischofs von Münster. Aufgrund dieses Vorfalls konvertierte Adolf III. von Merveldt zum protestantischen Glauben. Adolf III. von Merveldt vollzog auch mehrere Hexenprozesse.
Im Laufe des 17. Jahrhunderts gewann die Familie von Merode die Kontrolle über das Haus Merfeld. Im frühen 19. Jahrhundert wechselte der Besitz mehrfach, bis der Herzog Alfred von Croÿ 1836 die Ländereien übernahm. In diesem Zeitraum blühte Merfeld auch durch seine Leinenwebereien wirtschaftlich auf. Die Anzahl der Einwohner stieg erstmals über 1000. Mit dem Einzug der Mechanisierung in der Weberei standen die Leineweber ohne Grundlage da und gingen oftmals in das Ruhrgebiet, um Arbeit zu finden.
Franz von Papen ließ sich 1919 im Haus Merfeld nieder und war zeitweise ehrenamtlicher Bürgermeister von Merfeld. Seine hohe Aufwandsentschädigung für dieses Amt wurde vom Regierungspräsidenten Rudolf Amelunxen drastisch gekürzt. Daraufhin verließ von Papen Merfeld im Jahre 1930.
Erst in den 1930er-Jahren bildete sich in Merfeld ein Ortskern aus. Die Bomben, die im Zweiten Weltkrieg den Stadtkern von Dülmen vollständig zerstörten, verschonten Merfeld fast vollständig. Viele Dülmener fanden in Merfeld eine neue Heimat.
Am 1. Januar 1975 wurde Merfeld im Zuge der kommunalen Neuordnung Dülmen angeschlossen.

## Wappen
| Wappen der früheren Gemeinde Merfeld | Blasonierung: „Im goldenen (gelben) Feld auf grünem Hügel ein Mönch (St. Antonius) in brauner Kutte, in der Rechten einen Krückenstab haltend und daran befestigten schwarzen Glöcklein, zu seinen Füßen ein naturfarbenes Schwein.“                                |
| Wappen der früheren Gemeinde Merfeld | Wappenbegründung: Das Wappen wurde von Bernd Schlüter entworfen und am 7. Mai 1952 vom nordrhein-westfälischen Innenminister verliehen. Es zeigt den Schutzpatron der Gemeinde, den hl. Antonius mit dem Schwein, Schutzheiliger gegen Seuchen bei Mensch und Tier. |

## Kultur und Sehenswürdigkeiten
- St.-Antonius-Kirche
- Von-Galen-Park
- Antoniusstatue
- Obere Mühle
- Merfelder Bruch

Merfeld
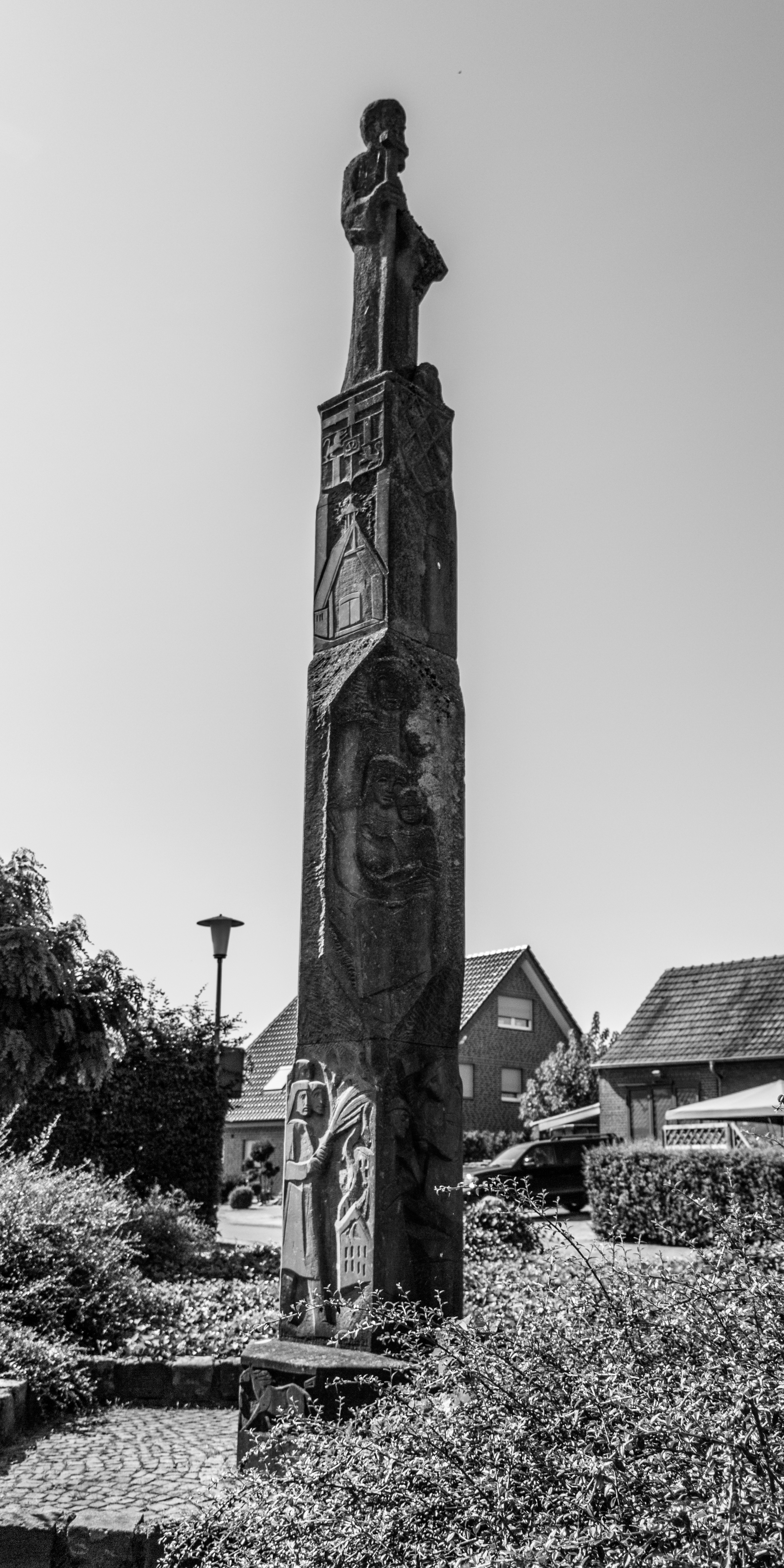
Antoniusstatue
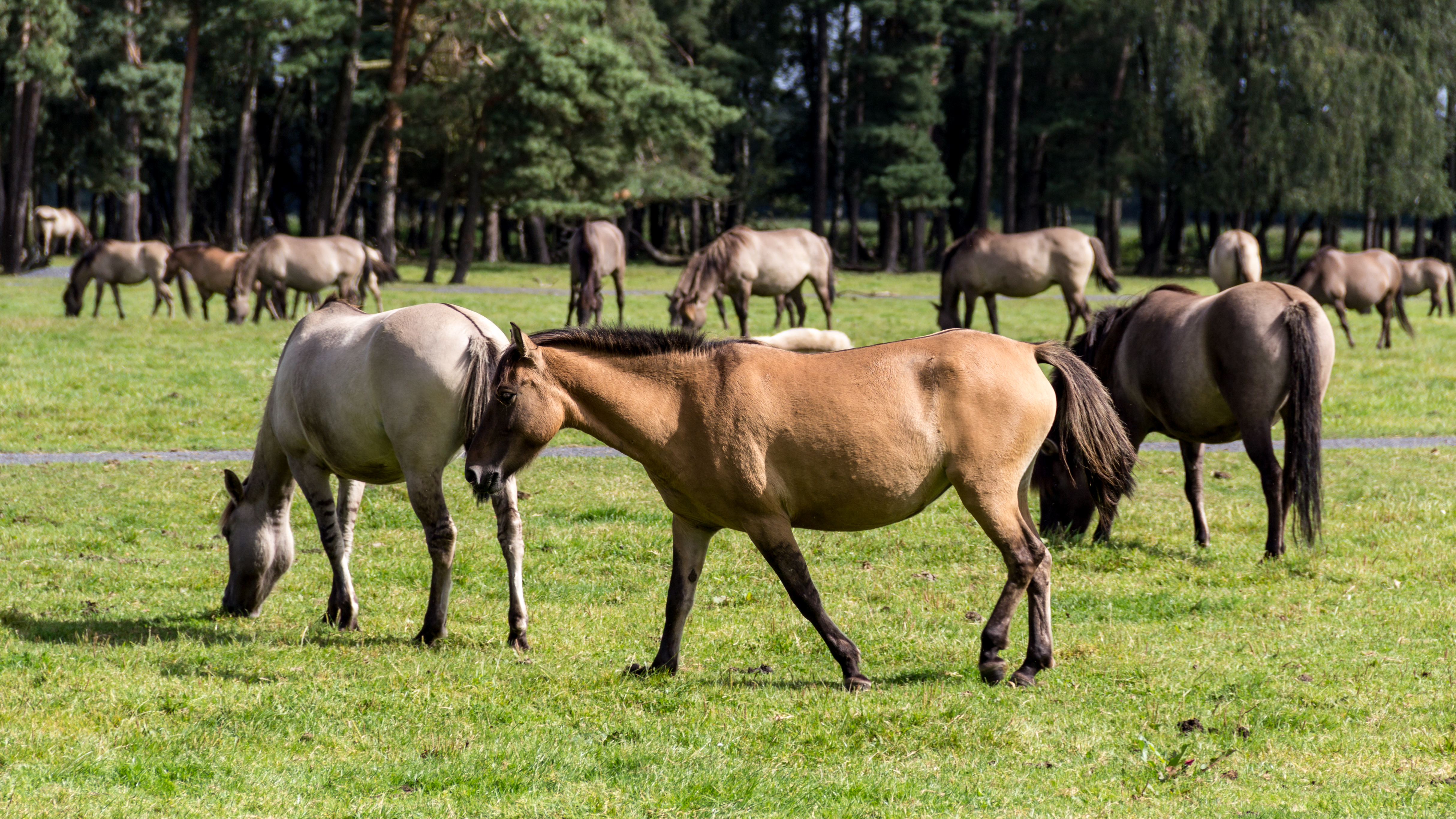
Dülmener Wildpferde (im Merfelder Bruch)
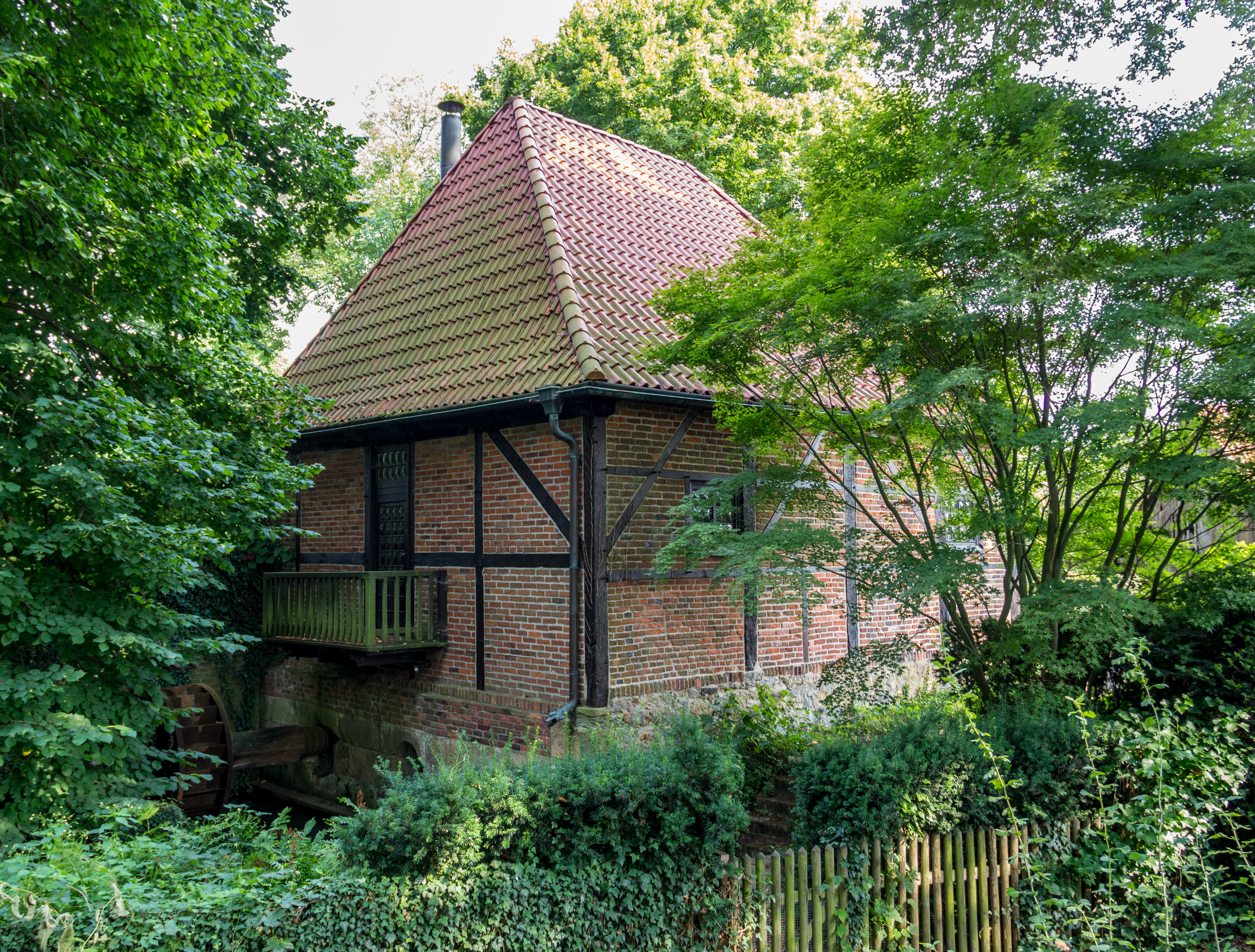
Obere Mühle
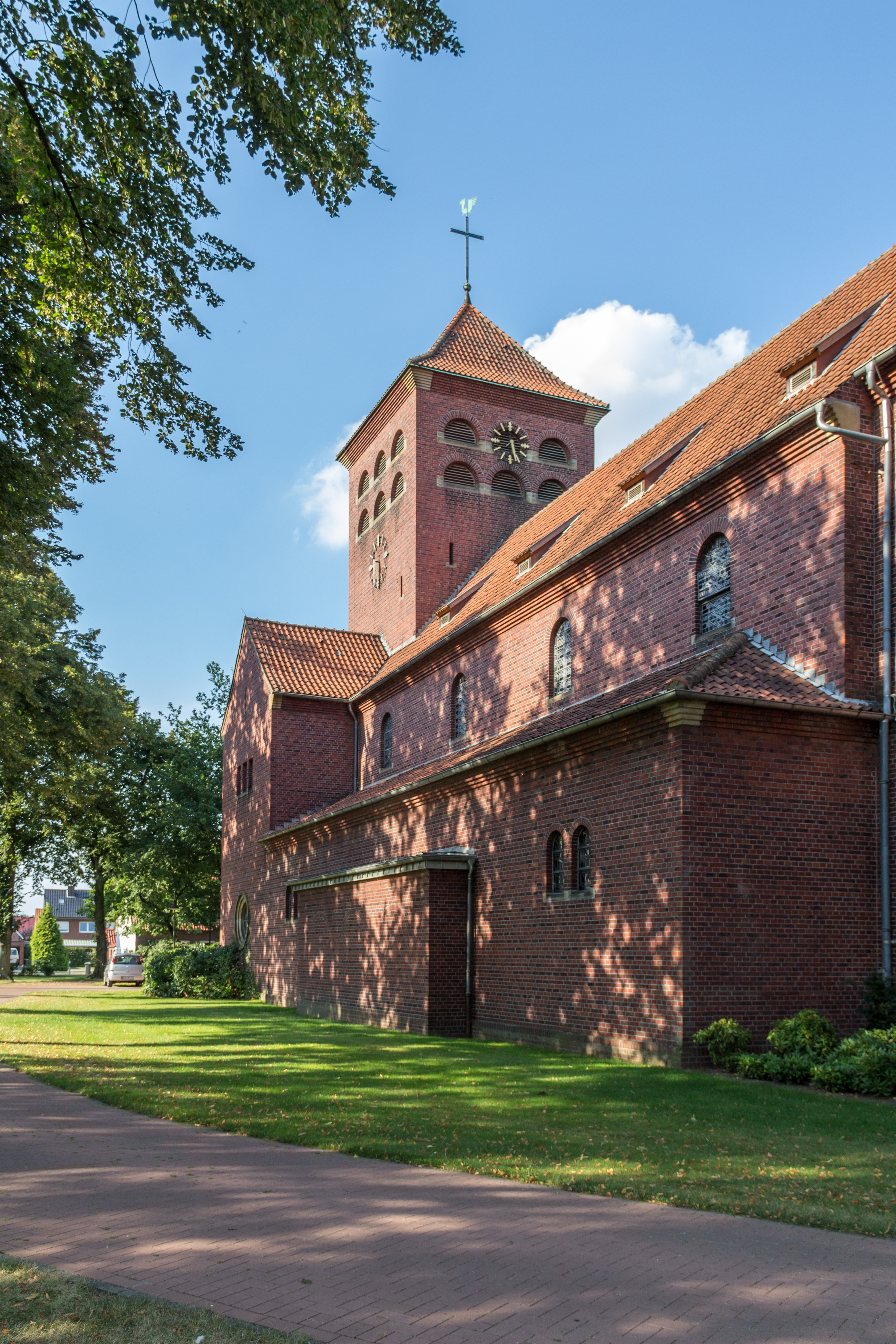
St.-Antonius-Kirche
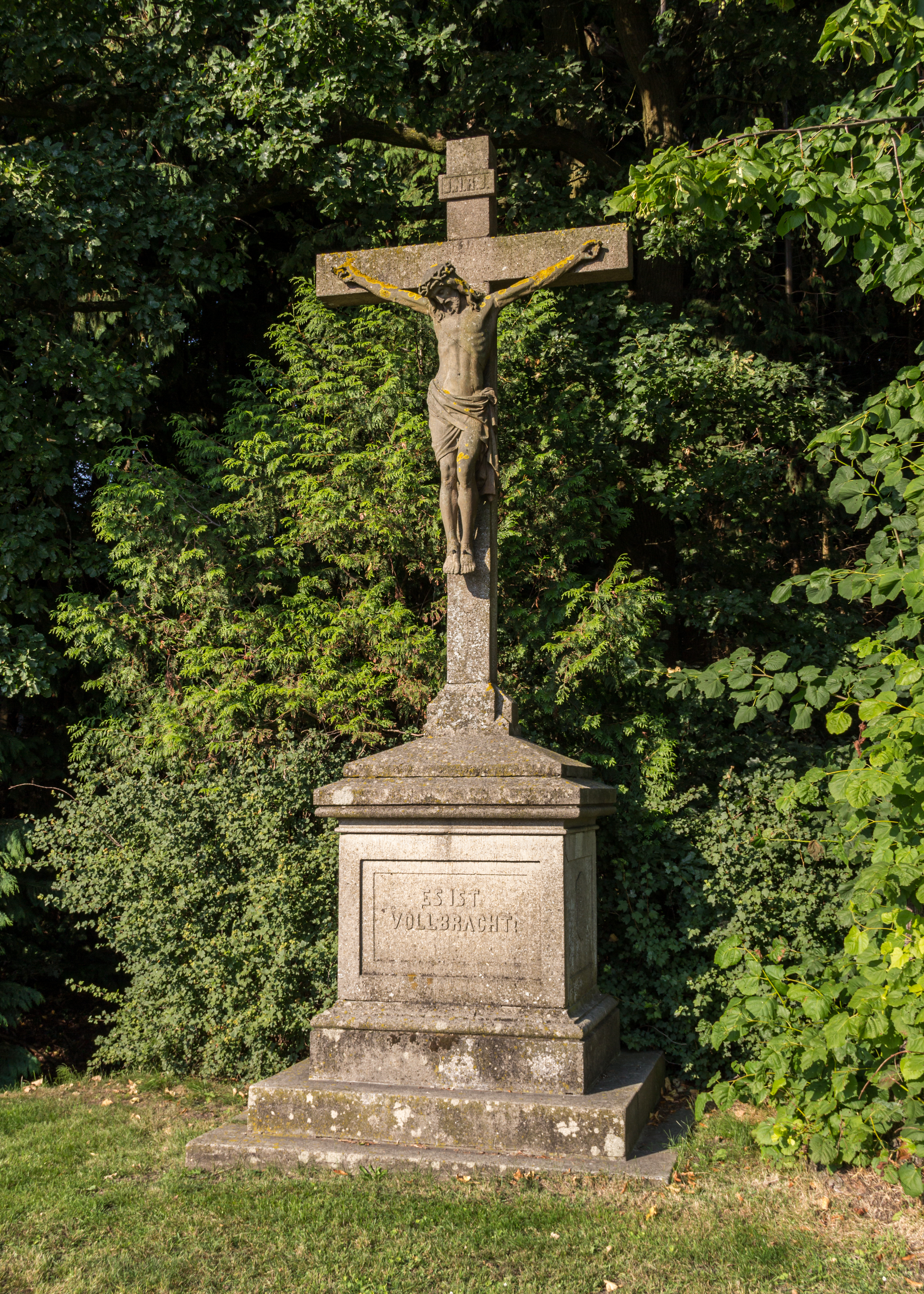
Wegkreuz (beim Haus Merfeld)

## Tourismus
Hauptattraktion von Merfeld ist die Herde von Dülmener Wildpferden auf der Wildpferdebahn im Naturschutzgebiet Merfelder Bruch, einem weitläufigen Gebiet, bestehend aus Moor, Heideflächen, Nadelwäldern und Eichenbeständen. Diese Herde macht Merfeld auch überregional bekannt; insbesondere mit dem alljährlich am letzten Samstag im Mai stattfindenden Wildpferdefang. Daneben bietet Merfeld aber auch die Möglichkeit des Familienurlaubes in einem der Bauernhöfe und hervorragend ausgebaute Radwege. Sehenswert ist auch das denkmalgeschützte Haus Merfeld.

## Breitbandanschluss
Merfeld hatte im Gegensatz zu den umliegenden Gemeinden viele Jahre keinen Breitbandanschluss, da sich kein Anbieter bereit erklärt hatte, eine entsprechende Anbindung aufzubauen. Der Anbieter Vodafone bot schließlich die Anbindung per UMTS über eine Richtfunkstrecke an, die am 19. März 2008 in Betrieb genommen wurde.
Seit 17. April 2011 (offiziell: 14. April 2011) ist Merfeld mit dem Mobilfunkstandard LTE abgedeckt.
In den Jahren 2014 und 2015 wurde außerdem dank hoher Nachfrage ein flächendeckendes FTTH Glasfasernetz im Ortskern und einigen Höfen im Umkreis durch die Deutsche-Glasfaser (damals BORnet) errichtet.

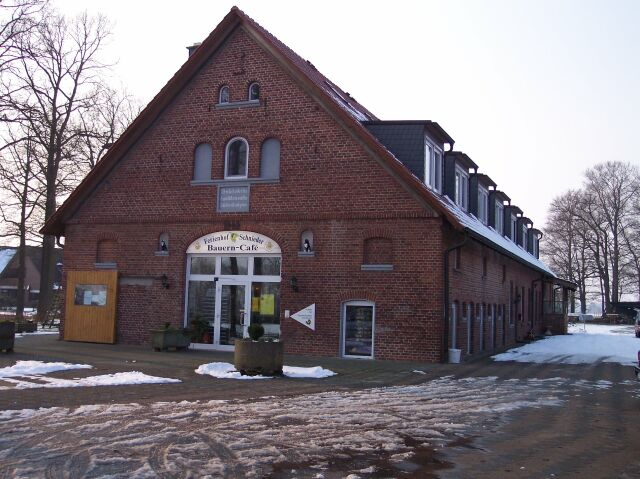
Ferienhof
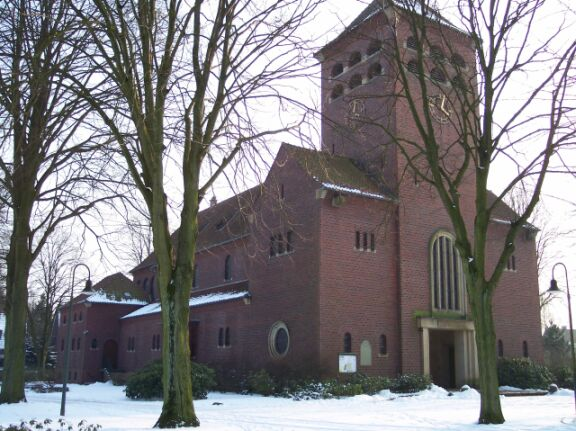
Kirche St. Antonius, Merfeld
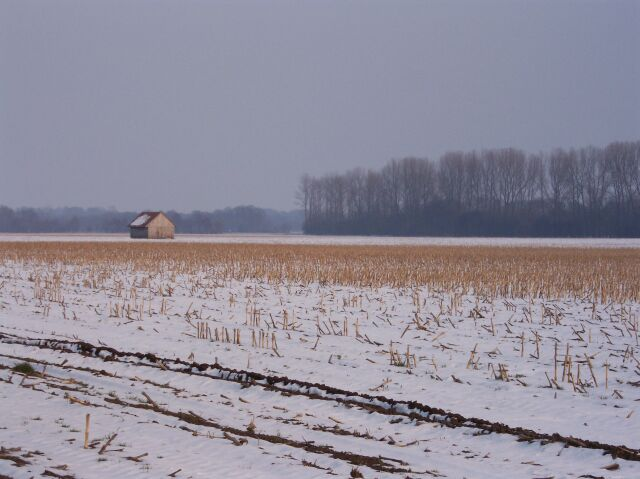
Landschaft im Merfelder Bruch
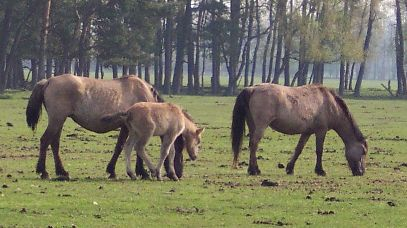
Dülmener Wildpferde im Merfelder Bruch
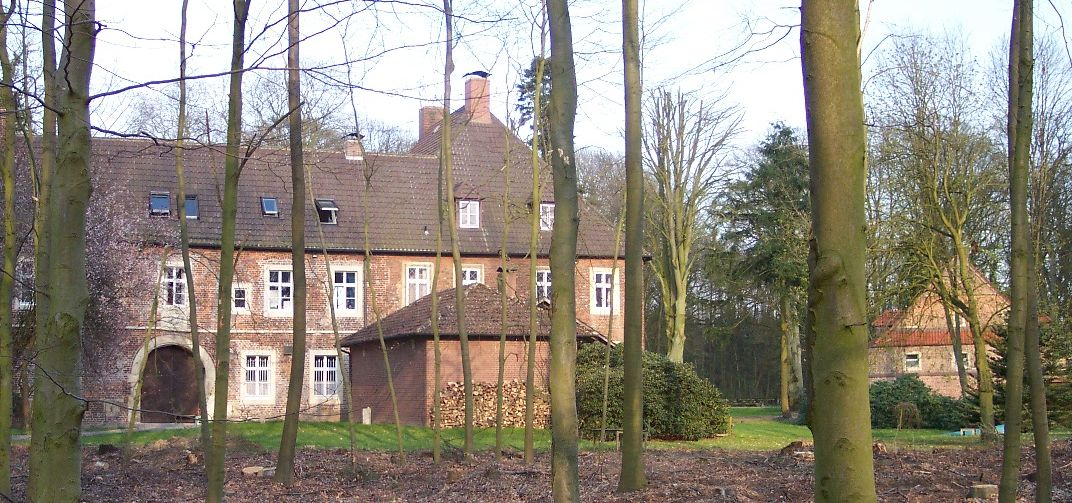
Haus Merfeld